# Župna crkva sv. Barbare djevice i mučenice u Vrapču
Župna crkva sv. Barbare djevice i mučenice katolička je crkva koja se nalazi u zagrebačkom naselju Vrapče. Crkva je građena od 1700. do 1703. godine. U potresu 1880. godine crkva je oštećena te je nakon toga obnovljena i posvećena 1904. godine. Obnovljena je i 1990. godine. U potresima koji su pogodili Hrvatsku u ožujku i prosincu 2020. godine, nastala su oštećenja na župnoj crkvi i dvoru te je nakon toga crkva ponovno obnovljena. Ova je crkva zaštićeno kulturno dobro Republike Hrvatske.

## Povijest župe i crkve
Župa Vrapče spominje se u popisu iz 1334. godine, a po nekim je izvorima postojala i od 1217. godine. Prije župne crkve sv. Barbare, postojala je prvotna župna crkva koje je bila posvećena Sv. Križu. Ta je crkva bila sagrađena na povišem brežuljku s desne strane Prišlinova puta, udaljenom oko kilometar od sadašnje župne crkve.
Zbog čestih udara gromova, stara je crkva u 17. stoljeću bila u lošem stanju. Izvori iz 17. stoljeća navode da je bila loše popločena i pokrivena, neukusno ukrašenih žrtvenika, oštećenih zidova te da je jedno zvono bilo razbijeno. Usprkos oštećenjima, crkva je obnavljana te se spominje u kanonskoj vizitaciji iz siječnja 1722. godine, koju je obavio kanonik Nikola Bedeković. Iako je tada već postojala i nova crkva Sv. Barbare, kanonik Bedeković šalje biskupu Emeriku grofu Esterhazyju izvješće o stanju stare crkve te objašnjava da je kapela Sv. Križa obnovljena i u novije doba, da je u dobrom stanju te da ima sve potrepštine za služenje mise.
Iako je ovo pozitivno mišljenje bilo objavljeno 1722., crkva sv. Križa srušena je 1746. Nije potpuno jasno zašto je 1700. godine započela izgradnja nove crkve, ali smatra se da bi jedan od razloga mogao biti taj što se stara crkva nalazila uz samu granicu stenjevačke župe, te činjenica da je svojim smještajem na brežuljku bila izložena svim vremenskim nepogodama.
Smatra se da je nova župna crkva bila posvećena sv. Barbari zato što je u župnoj crkvi Sv. Križa jedan oltar bio posvećen toj svetici, a poznato je i da su u našim krajevima u 17. i 18. stoljeću vjernici osobito štovali Sv. Barbaru kao zaštitnicu sretne smrti.

## Arhitektura i umjetnost
Crkva Sv. Barbare je barokna građevina s visokim tornjem. Dugačka je 28.5 m, a široka 11 m, te je sagrađena od kamena. Svetište je okrenuto prema istoku. Nakon požara koji je izbio nakon udara groma u srpnju 1813. crkva je dulje vremena bila bez krova. Nakon što je krov ponovo postavljen, oštećeni zidovi crkve bili su osigurani potpornim stupovima. Vidljivo je da su zidovi crkve naknadno sazidani. Crkva je stradala i od potresa koji je pogodio Zagreb 1880. godine, te je tada bio oštećen zvonik. Popravci su izvedeni u 1882. godini, a u obnovi su sudjelovali i župljani koji su dali spregu i pridonijeli svojim radom.
Veliko umjetničko bogatstvo predstavljaju oltari, a osobito su dragocjena tri drvena barokna oltara: Sv. Barbare, Četrnaest pomoćnika i Bezgrješnog začeća Blažene Djevice Marije. Neki izvori ove oltare pripisuju Komerštajnerovoj radionici te se smatra da bi mogli potjecati iz Zagrebačke katedrale.
Glavni oltar rađen je u baroknom stilu i posvećen je zaštitnici crkve i župe sv. Barbari. Podnožje žrtvenika sazidano je od kamena, a oltarna je menza isklesana iz kamena. Gornji je dio izrađen iz drveta s tri galerije kipova. U centralnom dijelu u središtu se nalazi slika sv. Barbare izrađena na platnu, koju s boka štite kipovi sv. Ladislava kralja, sv. Stjepana, sv. Kazimira i sv. Emerika (Mirka).
Iznad slike sv. Barbare dva gola anđela podržavaju koso postavljen grb donatora Ivana Znike. U središtu druge galerije slika na platnu, prikazuje se Uznesenje Marijino na nebo, a skulpture predstavljaju sv. Katarinu, sv. Doroteu, sv. Uršulu, sv. Apoloniju, sv. Agnezu te još jednu sveticu. U gornjoj galeriji na povišenom podnožju u sredini je smješten kip Krista Kralja, a sa strane se nalaze sv. Ivan Krstitelj (desno) i sv. Ivan Evanđelist (lijevo). Ovaj red kipova završava figurama sjedećih anđela. Stupove, okvire, krila sa strane i slobodna polja krase motivi biljke akantusa.
Godine 1972. započela je obnova oltara sv. Barbare, te je do prosinca obnovljena i slika sv. Barbare. Tijekom restauracije otkrivena je izvorna slika koje bila dva puta preslikana. Nakon što su skinuta oba premaza, sada je vidljiv original slike. Godine 1973. obnovljen je i oltar te je postavljen na svoje mjesto. Obnovljeni je oltar blagoslovio pomoćni biskup Mijo Škvorc tijekom proslave blagdana Sv. Barbare 1973. godine.

## Potres 2020. godine
Crkva je u potresu koji je pogodio Zagreb 2020. godine pretrpjela značajna oštećenja te je bila neporabljiva. Obnovljena je sredstvima Fonda solidarnosti Europske unije te sredstvima državnog proračuna.

## Galerija
- Pogled na crkvu s glavne ulice
- Reljef na ulaznom pročelju crkve
- Pogled s ulaza prema oltaru
- Pogled prema koru i izlazu
- Svetište i glavni oltar
- Bočni oltar i krstionica
- Oltar
- Bočni oltar
- Bočni oltar